# Алборов, Руслан Михайлович
Руслан Михайлович Алборов (родился 13 февраля 1983 года) — российский футболист, нападающий; тренер.

## Клубная карьера
Воспитанник «Алании», за которую играл в 2001—2007 годах. 7 апреля 2001 года в матче против самарских «Крыльев Советов» дебютировал в высшем дивизионе. Всего за «Аланию» в чемпионате России сыграл 12 матчей. В 2006 году стал победителем зоны «Юг» Второго дивизиона ПФЛ. После ухода из владикавказского клуба играл за команды низших дивизионов России.